# Erlang C
Erlang C ist in der Betriebswirtschaftslehre und der Warteschlangentheorie die vom dänischen Mathematiker Agner Krarup Erlang entwickelte Formel zur Verteilung der Wartezeit bei einem Warteschlangenmodell. Pendant ist Erlang B. 

## Allgemeines
Agner Krarup Erlang entwickelte im Jahr 1917 eine Methode, um die besondere Verteilungsproblematik bei Telefonanrufen in Callcentern zu berechnen. Nach dem Vorschlag von David George Kendall wurde das Maß Erlang nach dem Urheber Agner Krarup Erlang benannt. In der Kendall-Notation ist es ein M/M/c-Modell. Synonym wird der Ausdruck Erlang C auch für die Erlang-C-Formel benutzt, welche die Verteilung der Wartezeit in diesem Modell wiedergibt. Bei vielen Telefonanrufen innerhalb eines kurzen Zeitraums geht es um die Wahrscheinlichkeit und die mittlere Dauer von Wartezeiten der Anrufer.

## Berechnung
Die ursprüngliche Formel, die Erlang für dieses Problem aufgestellt hat, lautet:
{\displaystyle {\text{Arbeitsvolumen }}a={\frac {{\text{Anzahl der Anrufe}}\cdot {\text{Bearbeitungszeit}}}{3600{\text{ Sekunden}}}}}.
Erlang geht hier von Intervallen von einer Stunde (=3.600 Sekunden) aus. Das Arbeitsvolumen {\displaystyle a} kennzeichnet den Arbeitsaufwand des für die Anrufe zuständigen Personals. 
Verallgemeinern lässt sich die Formel wie folgt ({\displaystyle t} ist ein frei wählbares Zeitintervall):
{\displaystyle a={\frac {{\text{Anzahl der Anrufe}}\cdot {\text{durchschnittliche Bearbeitungszeit}}}{t}}}
Aus dem Erlang-C-Modell können mehrere Kenngrößen abgeleitet werden:
Stehen {\displaystyle c} Bedienstationen (Agenten) zur Verfügung, dann ergibt sich die Wahrscheinlichkeit, dass ein Anrufer überhaupt warten muss und nicht sofort bedient wird, zu:
{\displaystyle P_{1}=P[W]={\frac {{\frac {a^{c}}{c!}}\cdot {\frac {c}{c-a}}}{\left(\sum _{n=0}^{c-1}{\frac {a^{n}}{n!}}\right)+{\frac {a^{c}}{c!}}\cdot {\frac {c}{c-a}}}}}.
Wird {\displaystyle \mu } die Bedienrate oder äquivalent dazu {\displaystyle E[X]} die mittlere Zeit einer Bedienung (eines Gesprächs) angesetzt, dann gilt {\displaystyle \mu =E[X]^{-1}}. Die Wahrscheinlichkeit, dass ein typischer Kunde weniger als {\displaystyle t} Sekunden warten muss, berechnet sich dann zu
{\displaystyle P[W\leq t]=1-P_{1}\cdot e^{-\mu (c-a)\cdot t}}.
Für ein Anwendungsbeispiel siehe Servicelevel.
Das Erlang-C-Modell sowie die Formel wird beispielsweise für Callcenter-Pläne eingesetzt, um aus den vorgegebenen Größen Anrufvolumen, Anzahl Bedienstationen (Agenten) und mittlerer Bedienzeit einen Servicelevel oder (indirekt über eine Servicelevel-Vorgabe) einen Personalbedarf zu ermitteln. Kritik am Erlang-C-Modell wird im Rahmen der Servicelevel-Berechnung für Callcenter geübt, weil das Modell mehrere reale Gegebenheiten wie eine begrenzte Leitungs- oder Warteplatzanzahl, die Ungeduld der Anrufer oder heterogene Agenten- und Anrufergruppen nicht berücksichtigt. Für die Ermittlung der Leitungskapazität existiert Erlang B.

## Wirtschaftliche Aspekte
Mit Hilfe der Formel kann die Wahrscheinlichkeit und die durchschnittliche Wartedauer in der Telefonvermittlung ermittelt werden, was für die Planung der Personalkapazität erforderlich ist. Sie kann überall dort angewandt werden, wo eine hohe Zahl von Telefonanrufen von einer begrenzten Zahl von Personal entgegengenommen wird, mithin also ein Engpass besteht, der zu Wartezeiten oder Warteschlangen führt.

## Kritik an Erlang C
Obwohl die Anwendung des Erlang C-Modells weit verbreitet ist, gibt es zahlreiche Kritikpunkte. Die Realität unterscheidet sich in vielen Punkten vom Modell. Der Anrufer wird nicht unbegrenzt lange in der Warteschlange warten, sondern nach einer gewissen Zeitspanne auflegen. Zudem ist der Warteraum durch die Anzahl der vorhandenen Leitungen im Callcenter begrenzt. Sind diese belegt, hört der Anrufer einen Besetztton. Ab einem gewissen Servicelevel-Schwellenwert (80 % – 90 %) bringt der Einsatz zusätzlicher Mitarbeiter nur marginale und später abnehmende Verbesserungen der Erreichbarkeit. Dies wird als Ertragsgesetz bezeichnet. Arbeitspausen der Mitarbeiter gehen nicht in die Formel ein, sondern sind gesondert zu bewerten. Die Erlang-C Formel ergibt bei kleinen Variationen der Parameter λ, μ und c mitunter unterschiedliche Ergebnisse. Dies ist besonders der Fall, wenn a nahe bei c liegt. Auch trifft oft die Annahme der Ankunftsverteilung nicht zu. Kurz nach einem Werbespot tritt eine massive Häufung von Anrufen auf. Ein weiteres Problem ist die Heterogenität. Die Agenten sind im Regelfall nicht alle auf einem Wissensstand, sondern haben bestimmte „Spezialgebiete“. Auch bilden die Anrufer oftmals keine homogene Gruppe, sondern mehrere heterogene Gruppen – beispielsweise bei „Premium-Kunden“. Diese Ungenauigkeiten führen in der Summe zu einer Überdeckung (es werden mehr Agenten beschäftigt, als Erlang C zufolge benötigt).

## Alternativen zum Erlang-C-Modell
Auf Erlang C basierende und den Erfordernissen angepasste Algorithmen werden in Workforce-Management-Systemen verwendet, die bessere Ergebnisse liefern. Diese Algorithmen sind jedoch aus kommerziellen Gründen nicht veröffentlicht. Es existieren bessere Warteschlangenmodelle, die jedoch nicht weit verbreitet eingesetzt werden. In zunehmendem Maße werden stattdessen Simulationsprogramme für die Planung zu Grunde gelegt.